# Fél (település)
Fél (szlovákul: Tomášov, korábban Fél, németül: Feilendorf, Falendorf) község  Szlovákiában, a Pozsonyi kerület Szenci járásában. Doma és Kismadarász tartozik hozzá.

## Fekvése
Pozsony központjától 18 km-re keletre, a Kis-Duna jobb partján fekszik.

## Élővilága

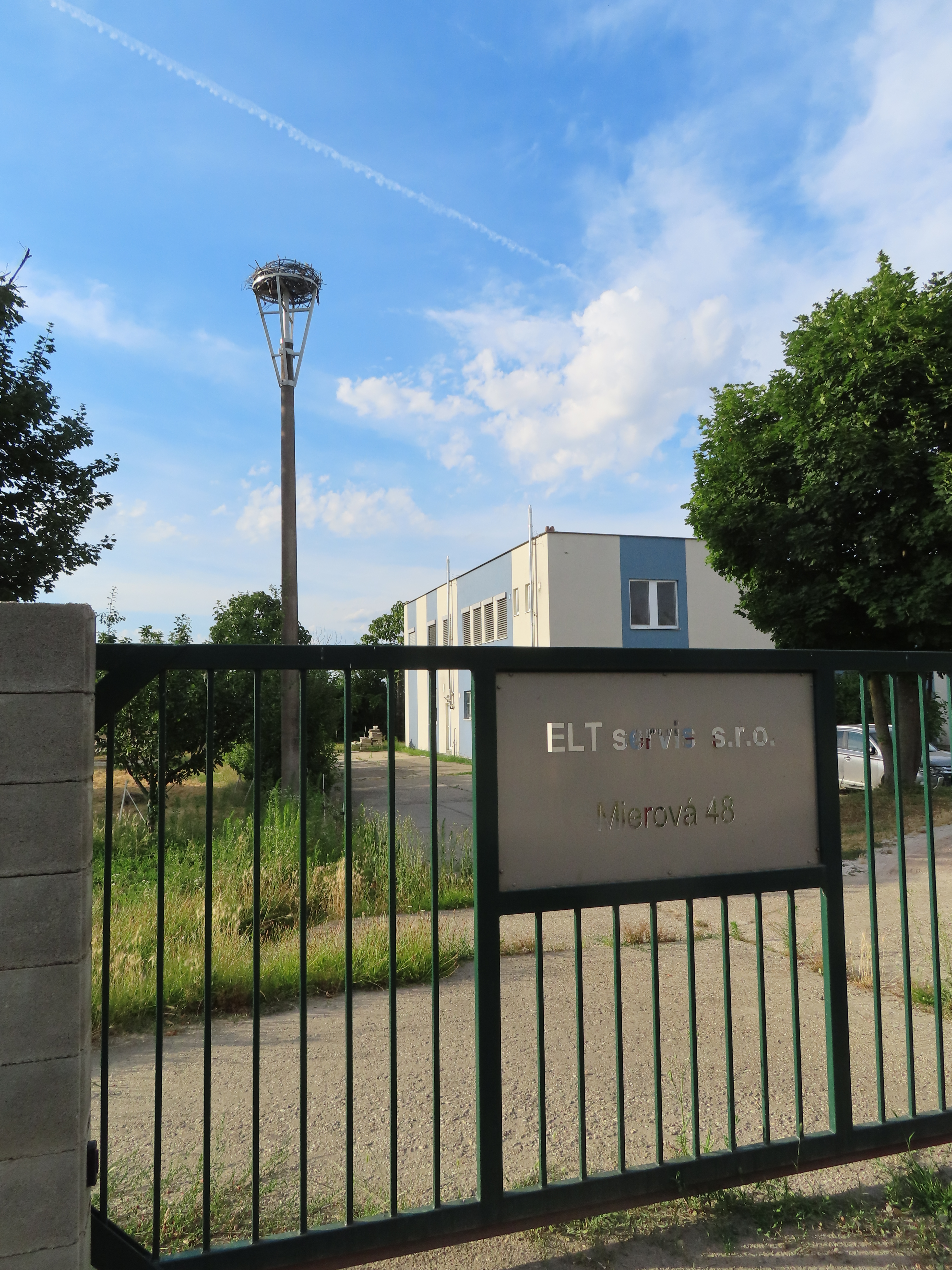
2023

Félben egy gólyafészket tartottak nyilván a szövetkezet egyik kéményén, de már nem létezik. A faluban azonban van egy új alátét.

## Története
1240-ben Pozsony várának tartozékaként említi először oklevél. A 13. századtól említik itt a helyi birtokos Féli családot. 1330-ban a települést két faluként Kis- és Nagyfélként említik. 1390-ben Fele alakban szerepel oklevélben, később a Szentgyörgyi és Bazini grófok birtoka. Részben a szentgyörgyi, részben az éberhárdi uradalomhoz tartozik. Lakossága – mely a 16. században áttért a református hitre – nagyrészt halászatból élt. 1647-ben részben a Kerekes család, részben az éberhárdi uradalom a birtokosa. 1657-ben Szelepcsényi hercegprímás a helyi református lelkészséget felszámolta, a reformátusokat Csicsóra száműzték. A 18. században az éberhárdi uradalmat a Jeszenák család szerezte meg, Fél pedig önálló uradalom lett. Fél birtokosai ezt követően a Maholányi és Apponyi családok voltak. A Jeszenákokat a Draskóczyak követték, a falu más részén a Csenkey, majd a Németh és Csillinyi családok voltak birtokosok. 1869-ben 815 lakosa volt. A 19. század végén a Draskóczy birtokot Vay Dénes vásárolta meg, 1908-ban pedig tőle a Strasser család.
Vályi András szerint "FEL. vagy Féll, Fallendorf. Elegyes magyar falu Poson Vármegyében, földes Ura Gróf Balassa, Gróf Illésházy, és Gróf Aponyi Uraságok, lakosai katolikusok, fekszik a’ Csalóközben, napkeletre Madarászhoz, északra Éberhárdtól nem meszsze, határja középszerű, legelője, réttye szűken elég, ’s vagyonnyainak eladására meglehetős módgya lévén, második Osztálybéli."
Fényes Elek szerint "Fél, (Feilendorf), magyar f., Pozsony vmegyében a kis Duna mellett, Eberhardhoz egy fertálynyira: 783 kath. 6 evang., 30 zsidó lak., kath. paroch. templommal, szép erdővel, jó rétekkel, sok gyümölcscsel. F. U. az eberhardi uradalom, s némelly curialisták, mint Csenkey, Német, Csillinyi."
A trianoni békeszerződésig Pozsony vármegye Somorjai járásához tartozott.
Az első bécsi döntést követően Magyarországhoz került.
A Beneš-dekrétumok következtében kitelepített helybéli magyar családok mintegy kétharmada Mórágyon telepedett le.

## Népessége
| Év:            | 1994. | 2004.   | 2014.    | 2024.    |
| -------------- | ----- | ------- | -------- | -------- |
| Emberek száma: | 2029  | 2142    | 2467     | 2857     |
| Eltérés:       |       | +5,56 % | +15,17 % | +15,80 % |

| Év:            | 2023. | 2024.   |
| -------------- | ----- | ------- |
| Emberek száma: | 2814  | 2857    |
| Eltérés:       |       | +1,52 % |

1880-ban 1040 lakosából 938 magyar, 31 szlovák és 18 német anyanyelvű volt. Ebből 998 római katolikus, 29 izraelita, 10 evangélikus, 3 református vallású volt.
1880-ban Kismadarász 68 lakosából 67 magyar anyanyelvű volt.
1890-ben 1093 lakosából 1017 magyar és 48 szlovák anyanyelvű volt.
1890-ben Kismadarász 71 lakosa mind magyar anyanyelvű volt.
1900-ban 1096 lakosából 1058 magyar és 16 szlovák anyanyelvű volt.
1900-ban Kismadarász 64 lakosa mind magyar anyanyelvű volt.
1910-ben 1137 lakosából 1124 magyar, 7 szlovák, 5 német és 1 ismeretlen nemzetiségű lakosa volt. Kismadarász 65 lakosa mind magyar anyanyelvű volt.
1921-ben 1431 lakosából 1385 magyar és 19 csehszlovák volt.
1930-ban 1604 lakosából 1283 magyar és 210 csehszlovák volt.
1941-ben 1539 lakosából 1370 magyar és 149 szlovák volt.
1991-ben 2015 lakosából 1212 magyar és 773 szlovák volt.
2001-ben 2052 lakosából 1137 magyar és 849 szlovák volt.
2011-ben 2329 lakosából 1206 szlovák, 1049 magyar, 15 cseh, 3 cigány, 2 morva, 1-1 ukrán, német és szerb, 10 más és 41 ismeretlen nemzetiségű volt.
2021-ben 2715 lakosából 1638 (+68) szlovák, 921 (+47) magyar, (+2) cigány, 39 (+5) egyéb és 117 ismeretlen nemzetiségű volt.

## Neves személyek
- Itt született Pataki Miklós (1944) magyar labdarúgó.
- Itt született Németh Szilvia levéltáros.
- Itt nyugszik Varsányi László (1921–1985) pedagógus.
- Itt hunyt el Machnyik Andor (1888-1955) agrármérnök, gazdasági szakíró.
- Itt élt, hunyt el és nyugszik Teodor Lamoš (1965) történész.
- Itt szolgált Ferenczy György katolikus plébános, szentszéki tanácsos.

## Nevezetességei
- Szent Miklósnak szentelt római katolikus temploma középkori eredetű, melyet a 17. században teljesen átépítettek.[8] Egykori erőd jellegére a lőrésnyílások utalnak.
- A temetőben álló Szent Kereszt kápolna a 19. században épült, 1965-ben leégett, de helyreállították.
- Majorháza nevű részén áll a Jeszenák család 18. század végén épült kétszintes, barokk-klasszicista kastélya szép parkkal.
- A Csenkey-kúria a 19. század első felében épült.
- A faluban ma is látható az Erzsébet királyné emlékére telepített park.
- A Kis-Duna vadregényes partján ligeterdők zöldellnek.
- Mórágy községgel 2013-ban kötöttek testvértelepülési szerződést. Az esemény tiszteletére két platánfát ültettek el a temetőkertben.

## Testvértelepülései
- Mórágy
- Halászi

## Külső hivatkozások
- a Kis-Duna egyesület honlapján
- Hivatalos oldal
- Fél a Szenci kistérség honlapján
- Községinfó
- Fél Szlovákia térképén
- Tourist-channel.sk
- E-obce.sk